# 有限責任
有限責任（、英: limited liability）とは、ある事業体についてその帰属主体や出資者、拠出者などが限定された範囲の財産（例えば出資した財産）でのみ責任を負うことをいう。ここでいう責任とは、債務との関係で財産がその引当てになることをいう。

## 有限責任の例
2人の人がいる場合、原則として（すなわち、法律や契約（保証契約など）の定めがない限り）、一方は、他方の負う債務との関係で一切の責任を負わない。このことはある意味当然であり、このことを普通はわざわざ有限責任と呼ぶことはない。
上記の点の帰結として、法人との関係においては、法人とは別の法主体であるその構成員（株主や社員）は、原則として法人の負う債務との関係で一切の責任を負わないはずであり、その意味で有限責任である。例えば、株式会社の株主は、株式会社の負う債務との関係ですでに出資した額を超えて出資を求められることはなく、その意味で有限責任である。一方、持分会社の有限責任社員など、法律の規定により一定の範囲で自らの財産につき責任を負わされることもある。しかし、この場合も一定の範囲に限定されていることから、やはり有限責任である。これに対して、持分会社との関係でその無限責任社員は無限責任である。有限責任とされる場合には出資額又は拠出額（あるいは出資又は拠出を確約した額）の限度で責任を負うのが通常である。
民法上の組合は法人格を有さないため、その組合員は無限責任であるが、その例外として、投資事業有限責任組合における有限責任組合員や有限責任事業組合における組合員は有限責任である。また、法人格を有する組合における組合員もまた有限責任である。
また、信託における受益者も、基本的には、有限責任であり自ら財産を拠出する義務を負わない。有限責任信託における受託者も有限責任であり、信託財産の限度でのみ責任を負い、固有財産については責任を負わない。
また、法令の定めがなくとも、責任財産限定特約を締結することによって、相手方に対する特定の債務との関係で特定の財産でのみ責任を負うものとすることも可能である（一切の責任を負わないとした場合には責任なき債務となる。）。

## 資金調達の容易さ
ある事業体との関係で出資者が有限責任である場合、出資者は当該事業体の倒産などの際にも、最悪でも、例えば出資額など、一定の財産さえ失えばすむのであるから、出資のダウンサイドリスクが限定されることになる。これによって出資者の出資意欲を向上させ、会社の資金調達が容易となる。さらに株式会社の株式のように出資額を小口化できる場合には、よりその効果が高まることが期待されている。

## 債権回収と有限責任原理の回避
一方で、問題となる事業体の債権者からみれば、その出資者が有限責任にとどまることは、会社債務の弁済のために期待できる資産が当該事業体の資産のみであることを意味する。会社法では株式会社に配当制限を課すことによって、信託法では受益債権を信託債権に劣後するものとすることによって、債権者保護を図っている。
ただし、法人格に伴う有限責任性が濫用的に用いられた場合にはこれが否定されることがある。例えば、法人格否認の法理を援用して、会社の法人格を否定して会社と同視できる実質的経営者の財産からも債権の回収を図ることがある。また、出資者としては有限責任であっても、他の理由により固有の債務・責任を負担することはありうる。例えば、株主が取締役を兼任していれば、取締役としての責任を負うことがある。
これらは、実質的に見れば有限責任原理を回避して株主から債権を回収することになる。
また、事前の手配として、より直接的に出資者の責任を問う方法としては、株主であり経営者である者と、あらかじめ会社債務に関する連帯保証契約を結んでおくことが金融機関による融資の場面などを中心に行われており、いわゆるオーナー経営者が有限責任の利益を必ずしも原則どおり享受できるとは限らない。

## 間接責任と直接責任
例えば株式会社の設立時や新株発行時に株式を取得して株主になろうとする場合、その者は会社に対してその発行価額を払い込む。その後、その会社が多額の負債を抱えて倒産した場合でも株主は会社の債務について責任を負わない（支払う義務がない）。株主は株式を得る対価として支払った金額を失うことになるが、それ以上の損失を迫られることはない。これを間接責任という。上で説明してきた有限責任は同時に間接責任でもある（間接有限責任）。
これに対して合名会社の社員や合資会社の無限責任社員・有限責任社員は、会社の債務について会社財産をもってしても完済できなかった場合には自己の財産をその弁済に充てることを迫られる。これを間接責任と対比して直接責任という。無限責任社員と有限責任社員とは、責任を負うべき額に文字通り限度があるかないかという点で違いがある。株式会社の株主や合同会社の社員が間接有限責任を負うに過ぎないのに対し、合資会社の有限責任社員は、直接有限責任を負っているのである。ただし、会社に対し出資を履行していれば、その価額の分については間接責任となる。

## 無限責任の会社[1]
無限責任とは、出資者が「出資の範囲を超えてまで」企業の債務返済を果たすべき責任である。その出資者を無限責任社員という。
有限責任では、出資者は自らの「出資額の範囲内」で企業の債務返済を果たす。有限責任を負う出資者を有限責任社員という。
個人企業の経営者は無限責任社員である。個人企業は上場していないので、キャピタルゲインはしないし、儲かった場合の配当金といっても、自分がすべてもらうだけである。逆に損失が出れば、すべて自分で償わなければならない。
自己資本100万円を投資して、200万円の赤字が出た場合、その経営者が償うのは自己資本の100万円だけでいいということはなく、200万円すべてを経営者が負担しなければならない。すなわちこの場合、経営者が負担する責任は出資額にかかわらず、その企業の負担額全額である。
無限責任を負う出資者のみで構成される集団企業を合名会社という。
先程の100万円を出資する経営者は、同じ100万円を出資してくれて完全に対等に経営してくれる人をもう一人見付ければ、2人の共同経営者、自己資本200万円の集団企業となる。利益が出れば2人で山分けとなるが、もし大きな損失を出せば、2人の経営者は自らの出資金100万円に関係なく、企業の損失全額を負担する無限責任を負う。
無限責任社員に加えて、有限責任社員を含めて自己資本を構成する集団企業を合資企業という。
有限責任社員は、無限責任社員を探すより、ずっと楽であり、資本を集めやすい。
「100万円は出せないけど、10万なら出す、儲かったらそれに応じて分け前を要求するが、もし損害を出しても10万円までは負担するがそれ以上は責任を負わない。」というものである。